# Sword World RPG
Sword World RPG (ソード・ワールドRPG) is een Japanse rollenspel- en boekenreeks bedacht door Group SNE en Ryo Mizuno. Als rollenspel werd Sword World voor het eerst uitgebracht in 1989 en in datzelfde jaar werd ook de eerste “RPG replay” (een verslag van een spelsessie) gepubliceerd als boek. In 1990 werd het eerste Sword World-boek, A Leprechaun's Tears, uitgegeven.
De rollenspellen en boeken spelen zich af in een wereld genaamd Forcelia, waar ook Crystania, Louie the Rune Soldier en Record of Lodoss War (alledrie ook aan de hand van Mizuno) zich op afspelen. In 2008 kwam een nieuwe versie van Sword World uit, die zich niet in Forcelia afspeelt, maar in Raxia, genaamd Sword World 2.0. In 2018 werd deze geüpdatet naar Sword World 2.5.
Naast rollenspellen en boeken zijn er ook computerspellen, luisterboeken en enkele manga uitgebracht.

## Boekenoverzicht
Sword World-boeken zijn uitgebracht in twee verschillende series: de Sword World Novel (ソード・ワールド・ノベル) serie en de Sword World Short Stories (ソード・ワールド短編集) serie. 

#### Sword World Short Stories
- Sword World Short Stories: A Leprechaun’s Tears
- Sword World Short Stories: Shadow of Nightwind
- Sword World Short Stories: Labyrinth For Two
- Sword World Short Stories: House of Mandrake
- Sword World Short Stories: Lomar’s Trap
- Sword World Short Stories: Scharaka Adventure Corps, Heading South
- Sword World Short Stories: Just One Miracle
- Sword World Short Stories: Eyes Shining in the Night
- Sword World Short Stories: Valkyrie’s Spear
- Sword World Short Stories: The Mask of the Gate Demon
- Sword World Short Stories: A Ghostly Woman
- Sword World Short Stories: In the Sea Where the Rainbow Dances
- Sword World Short Stories: No Apologies From the Dead
- Sword World Short Stories: Babble’s Return
- Sword World Short Stories: The Golem Did Not Testify
- Sword World Short Stories: Forgivable Lies
- Sword World Short Stories: Gather! Heppoko Adventurers
- Sword World Short Stories: Fly Into the Night of Adventure
- Sword World Short Stories: Dance! Heppoko Grand Festival
- Sword World Short Stories: Targeted Heppoko’s
- Sword World Short Stories: The Little Adventurer and the Treasure of Iodo
- Sword World Short Stories: The Little Adventurer and the Green Shadow
- Sword World Short Stories: The Peraperâs’ Travel Journal
- Sword World Short Stories: The Peraperâs’ Travel Journal: The Maidens’ Tale
- Sword World Short Stories: Salla’s Adventure Extra